# 淳维
淳维，又稱獯粥、葷粥，出身夏后氏，為《史記》記載的匈奴先祖。

## 記載
《史記索隱》引用張晏記載，在商朝建立時，淳維向北方。此外，又記載淳維為夏桀之子，名為獯粥。